# Stormy Pot
Stormy Pot ist ein seit 2011 bekanntes Höhlensystem in Neuseeland, das sich Anfang 2014 als ein mit der Nettlebed Cave zusammenhängendes Höhlensystem darstellte und seitdem zusammenhängend mit 1174 m Tiefe als das tiefste Höhlensystem Neuseelands und der südlichen Hemisphäre gilt.

## Namensgebung
Die Höhle bekam ihre Namen, als Höhlenforscher bei einem Sturm sich in eine kleine schützende Höhle begaben, die sich dann aber bei einer ersten Begehung als ein 2,5 km langes und 470 m tiefes Höhlensystem darstellte.

## Geografie
Stormy Pot befindet sich im Kahurangi National Park an der Ostseite der Wharepapa / Arthur Range rund 2 km nördlich des Mount Arthur und rund 50 km östlich von Nelson entfernt im Norden der Südinsel. Das Höhlensystem verläuft in nordöstliche Richtung unterhalb der Bergkette der Wharepapa / Arthur Range.

## Geschichte der Erforschung
Januar 2011 fanden einige Höhlenforscher unter der Leitung von Kieran Mckay durch Zufall eine Höhle, die ihnen zunächst als Schutz vor einem Sturm dienen sollte, sich aber bei einer ersten Begehung als ein weitverzweigtes Höhlensystem darstellte. Sie vermaßen die Höhle mit 2,5 km Länge und 470 m Tiefe. Nach weiteren Erforschungen in den folgenden Monaten kam man auf eine Länge von rund 10 km. Anfang 2012 stieg eine Gruppe von 15 Forschern bis zu 700 m tief und 14 km weit in das Höhlensystem hinab und fanden nach Berechnungen einen Zugang zu dem Höhlensystem der seit 1969 bekannten Nettlebed Cave.
Anfang 2014 erforschte ein vierköpfiges Team unter der Leitung von Kieran Mckay erneut das System und fanden schließlich die eindeutige Bestätigung, dass das Höhlensystem von Stormy Pot und der Nettlebed Cave ein zusammenhängendes System darstellt und mit einer Tiefe von 1174 m und 38,252 km Länge nicht nur das tiefste Höhlensystem Neuseelands ist, sondern nun auch als das tiefste der südlichen Hemisphäre gilt.